# 西方電鯰
西方電鯰，為輻鰭魚綱鯰形目電鯰科的一个種，分布於非洲甘比亞河及Géba河流域，體長可達32公分，生活在底中層水域，屬肉食性，具有發電器官，生活習性不明。

## 擴展閱讀
維基物種上的相關：西方電鯰